# Eccellenza Friuli-Venezia Giulia 2001-2002
Il campionato italiano di calcio di Eccellenza regionale 2001-2002 è stato l'undicesimo organizzato in Italia. Rappresenta il sesto livello del calcio italiano.
Questo è il campionato regionale della regione Friuli-Venezia Giulia.

## Stagione
Al campionato di Eccellenza del Friuli Venezia Giulia 2001-02 partecipano 16 squadre:
- 11 hanno mantenuto la categoria: Cormonese, Gradese, Manzanese, Monfalcone, Mossa, Rivignano, Sacilese, San Luigi, Sangiorgina, Tolmezzo ed Union 91
- 2 sono state retrocesse dalla Serie D: Palmanova e Pro Gorizia
- 3 sono state promosse dalla Promozione : SPAL Cordovado e Pro Romans (vincitrici dei gironi), Juniors Casarsa dai play-off

## Squadre partecipanti
| Squadra                 | Città (provincia)                         |
| ----------------------- | ----------------------------------------- |
| Cormonese Calcio        | Cormons (GO)                              |
| Gradese Calcio          | Grado (GO)                                |
| S.A.S. Juniors Casarsa  | Casarsa della Delizia (PN)                |
| U.S. Manzanese          | Manzano (UD)                              |
| A.C. Monfalcone         | Monfalcone (GO)                           |
| A.S. Mossa              | Mossa (GO)                                |
| A.C. Palmanova          | Palmanova (UD)                            |
| A.S. Pro Gorizia Calcio | Gorizia                                   |
| A.S. Pro Romans         | Romans d'Isonzo (GO)                      |
| U.S. Rivignano          | Rivignano (UD)                            |
| S.S. Sacilese           | Sacile (PN)                               |
| A.C. San Luigi          | Trieste                                   |
| S.S. Sangiorgina        | San Giorgio di Nogaro (UD)                |
| SPAL Cordovado          | Cordovado (PN)                            |
| U.C. Tolmezzo           | Tolmezzo (UD)                             |
| A.C. Union 91           | Percoto e Lauzacco di Pavia di Udine (UD) |

### Classifica finale
|  | Pos. | Squadra         | Pt | G  | V  | N  | P  | GF | GS  | DR  |
|  | ---- | --------------- | -- | -- | -- | -- | -- | -- | --- | --- |
|  | 1.   | Monfalcone      | 61 | 30 | 18 | 7  | 5  | 50 | 22  | +28 |
|  | 2.   | Sacilese        | 59 | 30 | 17 | 8  | 5  | 53 | 24  | +29 |
|  | 3.   | Palmanova       | 56 | 30 | 16 | 8  | 6  | 50 | 30  | +20 |
|  | 4.   | Manzanese       | 50 | 30 | 15 | 5  | 10 | 40 | 28  | +12 |
|  | 5.   | Pro Romans      | 43 | 30 | 10 | 13 | 7  | 41 | 30  | +11 |
|  | 6.   | Rivignano       | 43 | 30 | 11 | 10 | 9  | 49 | 40  | +9  |
|  | 7.   | Cormonese       | 43 | 30 | 11 | 10 | 9  | 27 | 23  | +4  |
|  | 8.   | SPAL Cordovado  | 42 | 30 | 11 | 9  | 10 | 38 | 32  | +6  |
|  | 9.   | San Luigi       | 42 | 30 | 10 | 12 | 8  | 32 | 28  | +4  |
|  | 10.  | Pro Gorizia     | 41 | 30 | 10 | 11 | 9  | 28 | 34  | -6  |
|  | 11.  | Mossa           | 37 | 30 | 8  | 13 | 9  | 31 | 32  | -1  |
|  | 12.  | Union 91        | 36 | 30 | 9  | 9  | 12 | 32 | 38  | -6  |
|  | 13.  | Tolmezzo        | 34 | 30 | 6  | 16 | 8  | 42 | 37  | +5  |
|  | 14.  | Sangiorgina     | 30 | 30 | 7  | 9  | 14 | 36 | 44  | -8  |
|  | 15.  | Juniors Casarsa | 26 | 30 | 6  | 8  | 16 | 35 | 46  | -11 |
|  | 16.  | Gradese         | 3  | 30 | 1  | 0  | 29 | 10 | 106 | -96 |

## Risultati

### Calendario
| andata       | 1ª giornata              | ritorno      |
| 23 set. 2001 |                          | 20 gen. 2002 |
| 1-1          | Cormonese-Union 91       | 2-0          |
| 2-0          | Manzanese-Juniors        | 1-0          |
| 1-0          | Monfalcone-Sangiorgina   | 2-1          |
| 1-1          | Pro Gorizia-San Luigi    | 1-1          |
| 1-2          | Rivignano-Mossa          | 2-2          |
| 1-0          | SPAL Cordovado-Palmanova | 0-1          |
| 2-1          | Sacilese-Pro Romans      | 1-1          |
| 0-1          | Tolmezzo-Gradese         | 5-0          |

| andata       | 4ª giornata            | ritorno      |
| 14 ott. 2001 |                        | 10 feb. 2002 |
| 2-5          | Gradese-SPAL Cordovado | 0-7          |
| 0-0          | Mossa-Pro Gorizia      | 1-2          |
| 0-2          | Pro Romans-Tolmezzo    | 0-2          |
| 1-0          | Juniors-Cormonese      | 1-2          |
| 0-1          | Sacilese-Rivignano     | 0-3          |
| 1-0          | San Luigi-Palmanova    | 0-1          |
| 0-1          | Sangiorgina-Manzanese  | 1-2          |
| 1-1          | Union 91-Monfalcone    | 2-3          |

| andata      | 7ª giornata               | ritorno     |
| 4 nov. 2001 |                           | 3 mar. 2002 |
| 0-1         | Cormonese-Manzanese       | 0-2         |
| 3-0         | Monfalcone-Juniors        | 2-1         |
| 2-1         | Palmanova-Mossa           | 0-0         |
| 0-3         | Pro Gorizia-Sacilese      | 0-1         |
| 1-4         | SPAL Cordovado-Pro Romans | 1-1         |
| 5-0         | San Luigi-Gradese         | 6-0         |
| 0-1         | Sangiorgina-Union 91      | 2-0         |
| 0-0         | Tolmezzo-Rivignano        | 3-4         |

| andata       | 10ª giornata             | ritorno      |
| 25 nov. 2001 |                          | 24 mar. 2002 |
| 3-0          | Cormonese-Sangiorgina    | 1-0          |
| 0-3          | Manzanese-Monfalcone     | 1-2          |
| 1-0          | Mossa-Gradese            | 2-0          |
| 1-0          | Pro Romans-San Luigi     | 0-0          |
| 1-0          | Rivignano-SPAL Cordovado | 1-1          |
| 3-1          | Juniors-Union 91         | 0-1          |
| 2-2          | Sacilese-Palmanova       | 0-0          |
| 0-1          | Tolmezzo-Pro Gorizia     | 1-1          |

| andata       | 13ª giornata               | ritorno      |
| 16 dic. 2001 |                            | 21 apr. 2002 |
| 0-5          | Gradese-Sacilese           | 0-5          |
| 3-1          | Monfalcone-Cormonese       | 0-1          |
| 2-2          | Mossa-Pro Romans           | 1-3          |
| 4-3          | Palmanova-Tolmezzo         | 1-1          |
| 3-0          | SPAL Cordovado-Pro Gorizia | 0-2          |
| 1-1          | San Luigi-Rivignano        | 0-4          |
| 4-3          | Sangiorgina-Juniors        | 2-2          |
| 3-2          | Union 91-Manzanese         | 0-0          |

| andata       | 2ª giornata              | ritorno      |
| 30 set. 2001 |                          | 27 gen. 2002 |
| 0-2          | Gradese-Cormonese        | 0-3          |
| 0-0          | Mossa-Tolmezzo           | 1-1          |
| 0-2          | Palmanova-Monfalcone     | 1-1          |
| 1-0          | Pro Romans-Manzanese     | 0-0          |
| 3-3          | Juniors-Rivignano        | 1-2          |
| 1-2          | San Luigi-SPAL Cordovado | 1-1          |
| 2-2          | Sangiorgina-Sacilese     | 0-3          |
| 0-0          | Union 91-Pro Gorizia     | 0-2          |

| andata       | 5ª giornata           | ritorno      |
| 21 ott. 2001 |                       | 17 feb. 2002 |
| 2-0          | Cormonese-Pro Romans  | 0-0          |
| 3-0          | Monfalcone-Gradese    | 5-3          |
| 3-4          | Palmanova-Union 91    | 2-1          |
| 1-0          | Pro Gorizia-Juniors   | 2-1          |
| 1-3          | Rivignano-Manzanese   | 1-1          |
| 2-0          | SPAL Cordovado-Mossa  | 0-0          |
| 1-1          | San Luigi-Sangiorgina | 0-3          |
| 2-3          | Tolmezzo-Sacilese     | 0-0          |

| andata       | 8ª giornata             | ritorno      |
| 11 nov. 2001 |                         | 10 mar. 2002 |
| 0-1          | Gradese-Union 91        | 0-4          |
| 2-0          | Manzanese-Pro Gorizia   | 2-1          |
| 0-1          | Mossa-San Luigi         | 1-3          |
| 0-0          | Pro Romans-Monfalcone   | 0-0          |
| 1-0          | Rivignano-Cormonese     | 1-1          |
| 0-2          | Juniors-Palmanova       | 0-1          |
| 3-0          | Sacilese-SPAL Cordovado | 1-0          |
| 1-0          | Tolmezzo-Sangiorgina    | 2-2          |

| andata      | 11ª giornata            | ritorno     |
| 2 dic. 2001 |                         | 7 apr. 2002 |
| 0-3         | Gradese-Juniors         | 0-2         |
| 3-2         | Monfalcone-Rivignano    | 4-1         |
| 2-0         | Palmanova-Manzanese     | 0-1         |
| 2-0         | Pro Gorizia-Cormonese   | 0-0         |
| 1-3         | SPAL Cordovado-Tolmezzo | 1-1         |
| 0-0         | San Luigi-Sacilese      | 0-3         |
| 1-4         | Sangiorgina-Mossa       | 1-1         |
| 1-1         | Union 91-Pro Romans     | 2-1         |

| andata      | 14ª giornata               | ritorno      |
| 6 gen. 2002 |                            | 28 apr. 2002 |
| 1-1         | Cormonese-Palmanova        | 0-1          |
| 4-0         | Manzanese-Gradese          | 5-0          |
| 0-0         | Pro Gorizia-Monfalcone     | 0-1          |
| 4-3         | Pro Romans-Juniors         | 1-2          |
| 1-1         | Rivignano-Union 91         | 0-1          |
| 1-1         | SPAL Cordovado-Sangiorgina | 0-0          |
| 2-0         | Sacilese-Mossa             | 2-2          |
| 2-3         | Tolmezzo-San Luigi         | 1-1          |

| andata      | 3ª giornata             | ritorno     |
| 7 ott. 2001 |                         | 3 feb. 2002 |
| 1-1         | Cormonese-Mossa         | 0-0         |
| 3-2         | Manzanese-Sacilese      | 0-1         |
| 1-0         | Monfalcone-San Luigi    | 0-0         |
| 2-1         | Palmanova-Sangiorgina   | 1-3         |
| 1-0         | Pro Gorizia-Gradese     | 2-0         |
| 0-4         | Rivignano-Pro Romans    | 0-0         |
| 1-0         | SPAL Cordovado-Union 91 | 2-1         |
| 2-2         | Tolmezzo-Juniors        | 1-1         |

| andata       | 6ª giornata            | ritorno      |
| 28 ott. 2001 |                        | 24 feb. 2002 |
| 0-3          | Gradese-Palmanova      | 0-7          |
| 1-1          | Manzanese-Tolmezzo     | 1-1          |
| 1-0          | Mossa-Monfalcone       | 0-1          |
| 3-0          | Pro Romans-Pro Gorizia | 1-1          |
| 3-1          | Rivignano-Sangiorgina  | 1-0          |
| 0-0          | Juniors-SPAL Cordovado | 2-0          |
| 1-2          | Sacilese-Cormonese     | 3-0          |
| 2-0          | Union 91-San Luigi     | 0-0          |

| andata       | 9ª giornata              | ritorno      |
| 18 nov. 2001 |                          | 17 mar. 2002 |
| 1-0          | Cormonese-Tolmezzo       | 1-1          |
| 0-1          | Monfalcone-Sacilese      | 3-0          |
| 3-3          | Palmanova-Pro Romans     | 2-0          |
| 2-2          | Pro Gorizia-Rivignano    | 2-1          |
| 1-2          | SPAL Cordovado-Manzanese | 2-0          |
| 1-0          | San Luigi-Juniors        | 0-0          |
| 3-2          | Sangiorgina-Gradese      | 1-0          |
| 0-2          | Union 91-Mossa           | 0-1          |

| andata      | 12ª giornata             | ritorno      |
| 9 dic. 2001 |                          | 14 apr. 2002 |
| 0-0         | Cormonese-SPAL Cordovado | 1-0          |
| 1-2         | Manzanese-San Luigi      | 0-1          |
| 1-1         | Pro Gorizia-Sangiorgina  | 1-5          |
| 3-2         | Pro Romans-Gradese       | 4-0          |
| 1-2         | Rivignano-Palmanova      | 1-2          |
| 2-2         | Juniors-Mossa            | 1-1          |
| 1-0         | Sacilese-Union 91        | 1-1          |
| 0-0         | Tolmezzo-Monfalcone      | 0-3          |

| andata       | 15ª giornata              | ritorno     |
| 13 gen. 2002 |                           | 5 mag. 2002 |
| 0-2          | Gradese-Rivignano         | 0-7         |
| 1-2          | Monfalcone-SPAL Cordovado | 2-3         |
| 1-0          | Mossa-Manzanese           | 1-2         |
| 1-1          | Palmanova-Pro Gorizia     | 3-1         |
| 0-1          | Juniors-Sacilese          | 1-4         |
| 1-0          | San Luigi-Cormonese       | 1-1         |
| 0-0          | Sangiorgina-Pro Romans    | 0-2         |
| 1-4          | Union 91-Tolmezzo         | 2-2         |

## Play-off nazionali

### Primo turno
| Arbitro: | Lutzu (Piacenza) |

|  |           |            |
|  | Marcatori | 1’ Gabatel |

| Arbitro: | Gobbo (San Donà) |

|                            |           |               |
| Moras 14’ Dell'Antonia 33’ | Marcatori | 2’, 22’ Ciech |

### Secondo turno
| Arbitro: | Chiarelli (Pesaro) |

|             |           |                          |
| Gabatel 15’ | Marcatori | 14’ Todesco 53’ Franzese |

| Arbitro: | Trevisan (Nichelino) |

|             |           |  |
| Todesco 27’ | Marcatori |  |

## Fase Regionale Coppa Italia Dilettanti
La coppa è stata vinta dal Monfalcone (0-0 dts e 6-5 dcr in finale sulla Sacilese)